# تحليل حسي
التحليل الحسي (أو التقييم الحسي ) هو مجال علمي يطبق مبادئ التصميم التجريبي والتحليل الإحصائي على استخدام الحواس البشرية ( البصر والشم والذوق واللمس والسمع ) لأغراض تقييم المنتجات الاستهلاكية.
ويتطلب هذا النظام وجود لجان من المقيمين البشريين، الذين يتم اختبار المنتجات عليهم، وتسجيل الردود التي يقدمونها. ومن خلال تطبيق التقنيات الإحصائية على النتائج، من الممكن التوصل إلى استنتاجات ورؤى حول المنتجات قيد الاختبار. لدى معظم شركات السلع الاستهلاكية الكبيرة أقسام مخصصة للتحليل الحسي. يمكن تقسيم التحليل الحسي بشكل أساسي إلى ثلاثة أقسام فرعية:
- الاختبارات التحليلية (التعامل مع الحقائق الموضوعية حول المنتجات)
- الاختبار العاطفي (التعامل مع الحقائق الذاتية مثل التفضيلات)
- الإدراك (الجوانب البيوكيميائية والنفسية للإحساس)

يهتم هذا النوع من الاختبارات بالحصول على حقائق موضوعية حول المنتجات. يمكن أن يتراوح ذلك من اختبار التمييز (على سبيل المثال، هل يختلف منتجان أو أكثر عن بعضهما البعض؟) إلى التحليل الوصفي (على سبيل المثال، ما هي خصائص منتجين أو أكثر؟). عادةً ما يكون نوع لجنة المقيمين المطلوبة لهذا النوع من الاختبارات عبارة عن لجنة مدربة.
هناك عدة أنواع من الاختبارات الحسية. الأكثر كلاسيكية هو الملف الحسي (او ما يعرف بتقديم وصف لمواصفات للمنتج). في هذا الاختبار، يصف كل متذوق كل منتج عن طريق الاستبيان. يتضمن الاستبيان قائمة بالواصفات (مثل المرارة والحموضة وما إلى ذلك). يقوم المتذوق بتقييم كل صفة لكل منتج اعتمادًا على شدة الصفة الذي يختبره في المنتج (على سبيل المثال، 0 = ضعيف جدًا إلى 10 = قوي جدًا). في طريقة الاختيار الحر ، يقوم كل متذوق ببناء استبيانه الخاص.

## الاختبار العاطفي
يُعرف هذا النوع من الاختبارات أيضًا باسم اختبار المستهلك ، ويهتم بالحصول على بيانات ذاتية ، أو مدى احتمالية قبول المنتجات. عادةً ما يتم تعيين فرق كبيرة (50 أو أكثر) من المستهلكين غير المدربين لهذا النوع من الاختبارات، على الرغم من أنه يمكن استخدام مجموعات التركيز الأصغر للحصول على نظرة ثاقبة حول المنتجات. يمكن أن يختلف نطاق الاختبارات من اختبار مقارنة بسيط (على سبيل المثال، أيهما تفضل، أ أو ب؟) إلى الأسئلة المنظمة فيما يتعلق بحجم قبول الخصائص الفردية (على سبيل المثال، يرجى تقييم "رائحة الفاكهة": لا يعجبني | لا بأس | يعجبني).